# Tonga irregulata
Tonga irregulata är en insektsart som beskrevs av Haupt 1926. Tonga irregulata ingår i släktet Tonga och familjen sköldstritar. Inga underarter finns listade i Catalogue of Life.